# Haukivuori
Haukivuori is een plaats en voormalige gemeente in de Finse provincie Oost-Finland en in de Finse regio Zuid-Savo. De gemeente had een totale oppervlakte van 397 km² en telde 2297 inwoners in 2005.
Sinds 2007 maakt Haukivuori deel uit van de gemeente Mikkeli.

## Plaatsen in de voormalige gemeente
Haukivuori, Asemankylä, Häkkilä, Kantala, Nykälä, Pitkäaho, Moilala, Pohjalahti, Tervalahti, Tuliniemi en Taipale